# Samuel Pérez Álvarez
Samuel Pérez Álvarez, né le 27 août 1992 à Guatemala, est un économiste et homme politique guatémaltèque. Membre fondateur du parti Semilla et député depuis 2020, il est Président du Congrès entre le 14 janvier et le 19 janvier 2024.
Secrétaire général de Semilla entre 2019 et 2022, il est président du groupe au Congrès entre le 18 janvier 2023 et 18 janvier 2024. Lors de l'ouverture de la Xe législature en janvier 2024, il est brièvement élu président du Congrès avant que son élection soit annulée par la Cour constitutionnelle, en raison de la suspension de Semilla. Le 30 janvier 2024, il est à nouveau nommé président du groupe parlementaire de Semilla, remplaçant Patricia Orantes.

## Biographie

### Dirigeant étudiant
Lors qu'il était étudiant en économie, il fut président d'associations étudiantes à l'université Rafael Landívar (es) en 2013, 2014 et 2015. Il a également été militant du Mouvement étudiant landivarien et coordinateur étudiant universitaire du CEUG du Guatemala.

### Parcours politique

#### Secrétaire général de Semilla et député
Membre fondateur du parti de centre-gauche Semilla depuis 2017, il est élu en tant que premier Secrétaire général du parti entre janvier 2019 et mai 2022, Bernardo Arévalo lui succède.

#### Président du groupe Semilla au Congrès
En janvier 2023, il est président du groupe Semilla au Congrès, succédant à Ligia Hernández Gómez, élue présidente du groupe entre janvier 2022 et 2023.

#### Réélu député et Président du Congrès
Lors des élections législatives de juin 2023, il est réélu député au Congrès avec Semilla, dans la circonscription de la ville de Guatemala.
Le 14 janvier 2024, il est élu président du Congrès avec 92 voix, réussissant à conclure un "accord de gouvernabilité" avec une dizaine de partis traditionnels du Congrès,.
À 31 ans, il est le plus jeune président du Congrès élu depuis le retour de la démocratie au Guatemala, et ex-aequo de toute l'histoire du pays avec Manuel Galich (es) en 1945.

##### Investiture du président Bernardo Arévalo
Le 15 janvier 2024, Samuel Pérez Álvarez est chargé de la prestation de serment du président élu Bernardo Arévalo. Lors de la cérémonie, les médias et internautes ont soulignés des similitudes historiques avec le père du nouveau président, l'ancien président Juan José Arévalo. 
Lors de l'investiture de ce dernier en 1945, le président du Congrès Manuel Galich (es) a également 31 ans, tandis que les deux présidents Arévalo ont un lien de parenté.

##### Annulation de l'élection en tant que Président
Le 17 janvier 2024, la Cour constitutionnelle annonce, après un recours, l'annulation de l'élection de Samuel Pérez Álvarez en tant que président du Congrès. Cette élection est annulée en raison de la déclaration des députés de Semilla en tant qu'indépendants au sein du Congrès, dont Samuel Pérez Álvarez, le parti étant suspendu. Le Premier vice-président Adim Maldonado, membre de l'UNE, est également concerné, déclaré indépendant et en dissidence avec son parti.
En conséquence, la Cour constitutionnelle ordonne la répétition de l'élection de l'ensemble de la présidence du Congrès. Dans une conférence de presse, le président Samuel Pérez Álvarez annonce respecter cette décision, Nery Ramos lui succède le 19 janvier.